# Împrumutul de folosință
Împrumutul de folosință (denumit și comodat) este un contract prin care o persoană, numită comodant (în temeiul unui contract de comodat), dă cu împrumut altei persoane, denumită comodatar un bun neconsumptibil, determinat în individualitatea sa, spre a se folosi de acesta în mod gratuit, cu obligația acestuia din urmă de a-l înapoia la termen.
În principiu, comodantului nu-i revine nici o obligație. Totuși, pe parcursul executorii contractului, pot apărea unele situații din care să decurgă anumite obligații și în sarcina sa. 
Astfel, dacă lucrul împrumutat are vicii datorită cărora comodatarul suferă un prejudiciu, comodantul are obligația să repare acel prejudiciu, dacă a cunoscut viciile respective; de asemenea, el este obligat să restituie comodatarului cheltuielile necesare făcute de acesta pentru lucrul împrumutat.
În principiu, comodantul nu poate cere restituirea lucrului înainte de împlinirea termenului pentru care l-a împrumutat; totuși, el poate obține aceasta, pe calea justiției, în cazul în care face dovada ca are mare trebuință de lucru, sau atunci când comodatarul folosește lucrul în mod abuziv, contrar destinației sale ori convenției părților.
Nu este obligatorie prezența unui notar public sau a unui avocat pentru a garanta valabilitatea unui contract de comodat, însă, în urma controalelor fiscale, autoritățile ar putea solicita prezența unei date autentice.

## Legături externe
- „comodat” la DEX online